# Élie II d'Alexandrie
Élie II d'Alexandrie est un  patriarche melkite d'Alexandrie vers  1175 à 1180 

## Contexte
Il succède à Sophrone III et précède Éleuthère